# Sargeant
Sargeant és una població dels Estats Units a l'estat de Minnesota. Segons el cens del 2000 tenia 76 habitants.

## Demografia
Segons el cens del 2000, Sargeant tenia 76 habitants, 29 habitatges, i 20 famílies. La densitat de població era de 35,4 habitants per km².
Dels 29 habitatges en un 44,8% hi vivien nens de menys de 18 anys, en un 51,7% hi vivien parelles casades, en un 10,3% dones solteres, i en un 31% no eren unitats familiars. En el 24,1% dels habitatges hi vivien persones soles el 13,8% de les quals corresponia a persones de 65 anys o més que vivien soles. El nombre mitjà de persones vivint en cada habitatge era de 2,62 i el nombre mitjà de persones que vivien en cada família era de 3.
Per edats la població es repartia de la següent manera: un 32,9% tenia menys de 18 anys, un 5,3% entre 18 i 24, un 30,3% entre 25 i 44, un 14,5% de 45 a 60 i un 17,1% 65 anys o més.
L'edat mediana era de 36 anys. Per cada 100 dones de 18 o més anys hi havia 88,9 homes.
La renda mediana per habitatge era de 38.333 $ i la renda mediana per família de 38.333 $. Els homes tenien una renda mediana de 27.000 $ mentre que les dones 12.188 $. La renda per capita de la població era de 14.485 $. Entorn del 7,1% de les famílies i el 15,4% de la població estaven per davall del llindar de pobresa.

## Poblacions més properes
El següent diagrama mostra les poblacions més properes.